# Tlaxcalteken
De Tlaxcalteken (Nahuatl: tlaxcaltecah, Spaans: tlaxcaltecas) waren een Nahua-groep die woonden in het Dal van Puebla-Tlaxcala, in wat we nu kennen als de Mexicaanse staat Tlaxcala.

## Pre-Spaanse geschiedenis
De Tlaxcalteken waren van oorsprong een conglomoratie van drie etnische groepen die respectievelijk Nahuatl, Otomi en Pinome, spraken. Uiteindelijk werd de Nahuatlsprekende groep de dominante etnische groep.
Ondanks eerdere pogingen van de Azteken werden de Tlaxcalteken nooit veroverd door de Azteekse Driebond. De Azteken stonden hen toe om hun onafhankelijkheid te behouden zodat ze konden participeren in de xochiyaoyatl (Bloemenoorlog) om menselijke offering te faciliteren.

## Spaanse Koloniale Geschiedenis

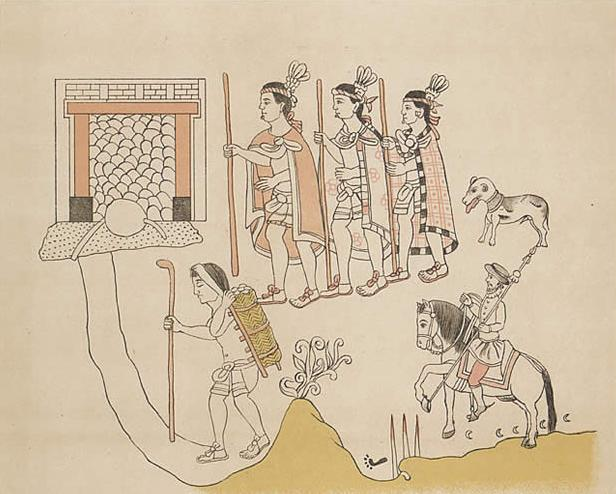
Afbeelding die Tlaxcalteekse soldaten afbeeldt die een Spaanse soldaat begeleiden naar Chalco

De Tlaxcalteken vormden een alliantie met Hernán Cortés en zijn medeveroveraars en diende als instrument in de invasie van Tenochtitlan, de hoofdstad van het Azteekse rijk, en ze hielpen de Spanjaarden om het Dal van Mexico te bereiken.
Dankzij deze alliantie genoten de Tlaxcalteken enige privileges onder de inheemse bevolking van Mexico. Zo mochten ze vuurwapens dragen, paarden berijden, adellijke titels dragen en autonoom heersen over hun eigen nederzetting.
De Tlaxcalteken werden ook gebruikt om enkele nederzettingen in het noorden van Mexico op te zetten (waaronder een gedeelte van het hedendaagse zuidoostelijke deel van Texas) waar dit de Spanjaarden zelf niet lukte door verovering van plaatselijke stammen. Ze werden meegenomen naar gebieden die werden bewoond door nomadische stammen (bekend als de Chichimeken) om te dienen als voorbeeld voor de lokale inheemse groep en om te werken op de haciëndas en in de mijnen.
de Tlaxcalteken kolonies bestonden uit nederzettingen in het huidige San Luis Potosí, Zacatecas, Durango, Coahuila, Nuevo León — Nueva Tlaxcala de Nuestra Señora de Guadalupe de Horcasistas, vandaag de dag ook wel bekend als Guadalupe, en Santiago de las Sabinas, ook wel bekend als Sabinas Hidalgo — en Jalisco (Villa de Nueva Tlaxcala de Quiahuistlán, bekend als Colotlán).